# Associazione Calcio Legnano 2019-2020
Questa voce raccoglie le informazioni riguardanti l'Associazione Calcio Legnano S.S.D. nelle competizioni ufficiali della stagione 2019-2020.

## Stagione
Dopo essere stato ripescato in Serie D, il Legnano appronta una campagna acquisti orientata sulla promozione nella serie superiore. Il numero degli abbonamenti allo stadio Giovanni Mari, impianto di gioco casalingo dei Lilla, arriva a quasi 300 tessere vendute. La stagione inizia bene per i Lilla, con il superamento del turno preliminare di Coppa Italia Serie D grazie alla vittoria per 5 a 2 contro la Castellanzese, cammino poi interrotto con l'uscita dalla competizione al primo turno a causa della sconfitta contro la Folgore Caratese per 5 a 4 ai tiri di rigore.
Il 10 marzo 2020, conseguentemente a quanto disposto il giorno prima dal Governo italiano per decreto-legge, la FIGC sospende sine die tutti i campionati nazionali per la pandemia di COVID-19. Il 20 maggio 2020 la FIGC determina l'interruzione definitiva del campionato di Serie D. L'8 giugno seguente la FIGC decreta la promozione in Serie C delle prime classificate dei nove gironi di Serie D e la retrocessione in Eccellenza delle ultime quattro classificate senza la disputa dei play-off e dei play-out, con il Legnano che giunge secondo in classifica, posizione conseguita in occasione della 27ª giornata, ultimo turno disputato sul campo. Il titolo di campione d'Italia Serie D invece non viene assegnato.

## Divise e sponsor
Lo sponsor tecnico del Legnano per la stagione 2019-2020 è la Macron, mentre lo sponsor ufficiale è la Edil Sae. La divisa casalinga è lilla con pantaloncini e calzettoni bianchi, mentre la seconda divisa è composta da una maglia nera con inserti lilla e da pantaloncini e da calzettoni neri. La prima divisa del portiere è gialla, mentre la seconda divisa è rossa con pantaloncini e calzettoni neri.
| Casa | Trasferta | 1ª portiere | 2ª portiere |

## Organigramma societario
Aggiornato al 14 ottobre 2019
Area direttiva
- Presidente: Giovanni Munafò
- Presidente onorario: Diego Munafò
- Direttore generale: Alberto Tomasich
- Consiglieri: Sebastiano Americo, Diego Annoni, Davide Bergamasco, Marcello Barone, Luciano Crisci, Sandro Cannalire, Pierino Ferrario, Luca Moriggi, Diego Munafò, Giovanni Munafò, Walter Persino, Marco Pisani, Tino Rinaldi, Edoardo Rolla, Nicola Seguino, Alberto Tomasich, Massimo Zezza e Claudio Zuccarino

Area organizzativa
- Segretario generale: Lino Bonsignori
- Team manager: Mario Tajè
- Responsabile area tecnica: Aldo Capocci
- Addetto stampa: Loris Lazzati
- Responsabile settore giovanile: Alfonso Costantino
- Webmaster e social: Stefano Branca
- Addetto agli arbitri: Daniele Monolo
- Magazziniere: Emilio Ferré
- Speaker ufficiale: Giovanni Colombo

Area tecnica
- Direttore sportivo: Matteo Mavilla
- Allenatore: Vincenzo Manzo, poi Giovanni Cusatis
- Vice allenatore: Christian Calabrò
- Preparatore atletico: Andrea Olgiati
- Preparatore dei portieri: Luca Marmora

Area sanitaria
- Medico sociale: Claudio Zuccarini
- Massaggiatore: Davide Borghetti

## Rosa
Aggiornata al 7 gennaio 2020
| N. |                   | Ruolo | Calciatore                |
| -- | ----------------- | ----- | ------------------------- |
|    | Italia (bandiera) | P     | Mirko Bizzi               |
|    | Italia (bandiera) | P     | Cristiano Ragone          |
|    | Italia (bandiera) | P     | Federico Sottoriva        |
|    | Italia (bandiera) | D     | Daniele Ciappellano       |
|    | Italia (bandiera) | D     | Alessandro D'Aversa       |
|    | Italia (bandiera) | D     | Armando Miculi            |
|    | Italia (bandiera) | D     | Riccardo Nava             |
|    | Italia (bandiera) | D     | Federico Ortolani         |
|    | Italia (bandiera) | D     | Alessandro Poerio         |
|    | Italia (bandiera) | C     | Christian Alvitrez        |
|    | Italia (bandiera) | C     | Alessandro Campus         |
|    | Italia (bandiera) | C     | Valerio Foglio (capitano) |
|    | Italia (bandiera) | C     | Stefano Montenegro        |
|    | Italia (bandiera) | C     | Stefano Pennati           |

| N. |                     | Ruolo | Calciatore               |
| -- | ------------------- | ----- | ------------------------ |
|    | Spagna (bandiera)   | C     | Guillermo Pérez Moreno   |
|    | Italia (bandiera)   | C     | Simone Ricozzi           |
|    | Italia (bandiera)   | C     | Andrea Rinaldi           |
|    | Italia (bandiera)   | C     | Stefano Tindo            |
|    | Bulgaria (bandiera) | C     | Ivan Trenchev            |
|    | Italia (bandiera)   | A     | Andrea Borghi            |
|    | Italia (bandiera)   | A     | Riccardo Cocuzza         |
|    | Italia (bandiera)   | A     | Antonio Fabozzi          |
|    | Italia (bandiera)   | A     | Tommaso Frau             |
|    | Italia (bandiera)   | A     | Marco Gasparri           |
|    | Italia (bandiera)   | A     | Francesco Gobbi          |
|    | Italia (bandiera)   | A     | Manuel Pavesi            |
|    | Albania (bandiera)  | A     | Ersid Pllumbaj           |
|    | Italia (bandiera)   | A     | Alessandro Antonio Virzi |

Nota: in corsivo i calciatori che hanno lasciato la società a stagione in corso.

## Calciomercato
Aggiornato al 7 gennaio 2020

### Sessione estiva
| Acquisti | Acquisti                 | Acquisti          | Acquisti   |
| R.       | Nome                     | da                | Modalità   |
| -------- | ------------------------ | ----------------- | ---------- |
| P        | Mirko Bizzi              | Como              | -          |
| P        | Cristiano Ragone         | Santarcangelo     | -          |
| D        | Daniele Ciappellano      | Chieri            | -          |
| D        | Alessandro D'Aversa      | Renate            | -          |
| D        | Riccardo Nava            | Inveruno          | -          |
| C        | Christian Alvitrez       | -                 | svincolato |
| C        | Alessandro Campus        | Fenegrò           | -          |
| C        | Guillermo Pérez Moreno   | Lecco             | -          |
| C        | Stefano Pennati          | Renate            | -          |
| C        | Stefano Montenegro       | Torino (Berretti) | -          |
| C        | Simone Ricozzi           | Olginatese        | -          |
| C        | Andrea Rinaldi           | Mezzolara         | -          |
| C        | Stefano Tindo            | Fenegrò           | -          |
| A        | Riccardo Cocuzza         | Legnago           | -          |
| A        | Antonio Fabozzi          | Fenegrò           | -          |
| A        | Marco Gasparri           | Chieri            | -          |
| A        | Francesco Gobbi          | Como              | -          |
| A        | Manuel Pavesi            | -                 | svincolato |
| A        | Alessandro Antonio Virzi | Bresso            | -          |

| Cessioni | Cessioni            | Cessioni                     | Cessioni   |
| R.       | Nome                | a                            | Modalità   |
| -------- | ------------------- | ---------------------------- | ---------- |
| P        | Davide Pasiani      | Vergiatese                   | -          |
| P        | Ilia Sinani         | -                            | svincolato |
| D        | Matteo Amelotti     | Vergiatese                   | -          |
| D        | Alessandro Balconi  | Vergiatese                   | -          |
| D        | Andrea Curci        | -                            | svincolato |
| D        | Simone Maestri      | -                            | svincolato |
| D        | Marco Mattia Nasali | -                            | svincolato |
| D        | Andrea Ronchi       | -                            | svincolato |
| C        | Jacopo Calviello    | Ardor Lazzate                | -          |
| C        | Simone Crea         | Breno                        | -          |
| C        | Francesco Giardino  | -                            | svincolato |
| C        | Ettore Provasio     | Accademia Pavese San Genesio | -          |
| A        | Domenico Grasso     | Vogherese                    | -          |
| A        | Pietro Malcotti     | -                            | svincolato |

### Sessione invernale
| Acquisti | Acquisti           | Acquisti | Acquisti   |
| R.       | Nome               | da       | Modalità   |
| -------- | ------------------ | -------- | ---------- |
| P        | Federico Sottoriva | -        | svincolato |
| A        | Ersid Pllumbaj     | Crema    | -          |

| Cessioni | Cessioni          | Cessioni      | Cessioni |
| R.       | Nome              | a             | Modalità |
| -------- | ----------------- | ------------- | -------- |
| P        | Mirko Bizzi       | Ardor Lazzate | -        |
| D        | Stefano Tindo     | Ardor Lazzate | -        |
| C        | Alessandro Campus | Rhodense      | -        |
| C        | Ivan Trenchev     | Ardor Lazzate | -        |
| A        | Francesco Gobbi   | Ligorna       | -        |

## Risultati

### Serie D (girone B)

#### Girone di andata
| Busto Garolfo 1º settembre 2019, ore 15.00 CEST 1ª giornata | Bustese Milano City  | 0 – 0 referto | Legnano | Campo sportivo Roberto Battaglia (circa 600 spett.)\| Arbitro: \| Calzavarese (Varese) \| |
| Arbitro:                                                    | Calzavarese (Varese) |               |         |                                                                                           |

| Arbitro: | Negrelli (Finale Emilia) |

|                                 |           |                   |
| Cocuzza 48’ (rig.) Gasparri 79’ | Marcatori | 32’, 68’ Rizzieri |

| Arbitro: | Guazzolino (Torino) |

|  |           |                       |
|  | Marcatori | 5’ Foglio 27’ Cocuzza |

| Arbitro: | Peletti (Crema) |

|             |           |         |
| Cocuzza 41’ | Marcatori | 94’ Vai |

| Arbitro: | Gigliotti (Cosenza) |

|  |           |            |
|  | Marcatori | 90’ Pavesi |

| Arbitro: | Ceriello (Chiari) |

|                         |           |                 |
| Alvitrez 67’ Miculi 76’ | Marcatori | 32’ Giangaspero |

| Arbitro: | Baratta (Rossano) |

|                                    |           |                                 |
| Ricozzi 14’ (aut.) De Respinis 54’ | Marcatori | 58’ (rig.) Cocuzza 90+2’ Miculi |

| Arbitro: | Restaldo (Ivrea) |

|              |           |                               |
| Gasparri 71’ | Marcatori | 26’ (rig.) Monni 46’ Scapuzzi |

| Arbitro: | Delli Carpini (Isernia) |

|                                     |           |                   |
| Ghisalberti 6’ Crotti 44’ Corti 50’ | Marcatori | 19’, 54’ Gasparri |

| Arbitro: | Gianquinto (Parma) |

|              |           |          |
| Gasparri 74’ | Marcatori | 11’ Gazo |

| Arbitro: | Capriuolo (Bari) |

|                |           |                                    |
| Di Maira 90+4’ | Marcatori | 23’ Pennati 24’ Gobbi 87’ Alvitrez |

| Arbitro: | Sassano (Padova) |

|               |           |  |
| Cocuzza 45+2’ | Marcatori |  |

| Arbitro: | Sacchi (Macerata) |

|               |           |                        |
| Zanardini 30’ | Marcatori | 8’ (rig.), 40’ Cocuzza |

| Arbitro: | Di Reda (Molfetta) |

|                               |           |             |
| Cocuzza 37’, 43’ Gasparri 57’ | Marcatori | 83’ Barilli |

| Arbitro: | D'Ambrosio (Collegno) |

|  |           |            |
|  | Marcatori | 4’ Cocuzza |

| Arbitro: | Recchia (Brindisi) |

|                          |           |                   |
| Gasparri 19’ Cocuzza 88’ | Marcatori | 34’ (rig.) Okyere |

| Arbitro: | Vogliacco (Bari) |

|                           |           |              |
| Cocuzza 52’ Ricozzi 90+1’ | Marcatori | 68’ Basanisi |

| Arbitro: | D'Eusanio (Faenza) |

|  |           |             |
|  | Marcatori | 85’ Rinaldi |

| Arbitro: | Casalini (Pontedera) |

|  |           |           |
|  | Marcatori | 37’ Banfi |

#### Girone di ritorno
| Arbitro: | Cosseddu (Nuoro) |

|  |           |           |
|  | Marcatori | 46’ Mecca |

| Arbitro: | Zanotti (Rimini) |

|  |           |             |
|  | Marcatori | 46’ Cocuzza |

| Arbitro: | Romaniello (Napoli) |

|                                |           |  |
| Cocuzza 41’ (rig.) Ricozzi 85’ | Marcatori |  |

| Arbitro: | Iacobellis (Pisa) |

|  |           |                                       |
|  | Marcatori | 35’ Cocuzza 69’ Gasparri 90+4’ Pavesi |

| Arbitro: | Silvera (Valdarno) |

|  |           |             |
|  | Marcatori | 48’ Ruggeri |

| Arbitro: | Robilotta (Sala Consilina) |

|                       |           |  |
| Paris 26’ Vallisa 75’ | Marcatori |  |

| Arbitro: | Djjurdievic (Trieste) |

|                    |           |  |
| Cocuzza 62’ (rig.) | Marcatori |  |

| Arbitro: | Vergaro (Bari) |

|                              |           |                         |
| Gualdi 34’, 41’ Scapuzzi 38’ | Marcatori | 8’ Ricozzi 89’ Gasparri |

| 23 febbraio 2020 28ª giornata | Legnano | – (annullata) | Villa d'Almè |  |

| 1º marzo 2020 29ª giornata | Seregno | – (annullata) | Legnano |  |

| 4 marzo 2020 30ª giornata | Legnano | – (annullata) | Arconatese |  |

| 8 marzo 2020 31ª giornata | Dro | – (annullata) | Legnano |  |

| 22 marzo 2020 32ª giornata | Legnano | – (annullata) | Brusaporto |  |

| 29 marzo 2020 33ª giornata | Bolzano | – (annullata) | Legnano |  |

| 5 aprile 2020 34ª giornata | Legnano | – (annullata) | Tritium |  |

| 9 aprile 2020 35ª giornata | Virtus Bergamo | – (annullata) | Legnano |  |

| 19 aprile 2020 36ª giornata | NibionnOggiono | – (annullata) | Legnano |  |

| 26 aprile 2020 37ª giornata | Legnano | – (annullata) | Folgore Caratese |  |

| 3 maggio 2020 38ª giornata | Castellanzese | – (annullata) | Legnano |  |

### Coppa Italia Serie D

#### Turno preliminare
| Arbitro: | Diop (Treviglio) |

|                                                   |           |                    |
| Cocuzza 3’, 76’ Pennati 36’ Ricozzi 48’ Gobbi 49’ | Marcatori | 32’ Mara 50’ Banfi |

#### Primo turno
| Arbitro: | Gandolfo (Bra) |

|                                         |                      |                                   |
| Ngom 3’                                 | Marcatori            | 20’ Gobbi                         |
| Burato Valotti Ngom Candiano Bartulovic | Tiri di rigore 4 – 3 | Foglio Nava Borghi Pavesi Ricozzi |

## Statistiche
Statistiche aggiornate al 16 febbraio 2020

### Statistiche di squadra
| Competizione         | Punti | In casa | In casa | In casa | In casa | In casa | In casa | In trasferta | In trasferta | In trasferta | In trasferta | In trasferta | In trasferta | Totale | Totale | Totale | Totale | Totale | Totale | DR  |
| Competizione         | Punti | G       | V       | N       | P       | Gf      | Gs      | G            | V            | N            | P            | Gf           | Gs           | G      | V      | N      | P      | Gf     | Gs     | DR  |
| -------------------- | ----- | ------- | ------- | ------- | ------- | ------- | ------- | ------------ | ------------ | ------------ | ------------ | ------------ | ------------ | ------ | ------ | ------ | ------ | ------ | ------ | --- |
| Serie D              | 50    | 14      | 7       | 3       | 4       | 18      | 13      | 13           | 8            | 2            | 3            | 20           | 12           | 27     | 15     | 5      | 7      | 38     | 25     | +13 |
| Coppa Italia Serie D | -     | 1       | 1       | 0       | 0       | 5       | 2       | 1            | 0            | 1            | 0            | 1            | 1            | 2      | 1      | 1      | 0      | 6      | 3      | +3  |
| Totale               | -     | 15      | 8       | 3       | 4       | 23      | 15      | 14           | 8            | 3            | 3            | 21           | 13           | 29     | 16     | 6      | 7      | 44     | 28     | +16 |

### Andamento in campionato
| Giornata  | 1  | 2  | 3 | 4 | 5 | 6 | 7 | 8 | 9  | 10 | 11 | 12 | 13 | 14 | 15 | 16 | 17 | 18 | 19 | 20 | 21 | 22 | 23 | 24 | 25 | 26 | 27 | 28 | 29 | 30 | 31 | 32 | 33 | 34 | 35 | 36 | 37 | 38 |
| --------- | -- | -- | - | - | - | - | - | - | -- | -- | -- | -- | -- | -- | -- | -- | -- | -- | -- | -- | -- | -- | -- | -- | -- | -- | -- | -- | -- | -- | -- | -- | -- | -- | -- | -- | -- | -- |
| Luogo     | T  | C  | T | C | T | C | T | C | T  | C  | T  | C  | T  | C  | T  | C  | C  | T  | C  | C  | T  | C  | T  | C  | T  | C  | T  | C  | T  | C  | T  | C  | T  | C  | T  | T  | C  | T  |
| Risultato | N  | N  | V | N | V | V | N | P | P  | N  | V  | V  | V  | V  | V  | V  | V  | V  | P  | P  | V  | V  | V  | P  | P  | V  | P  | –  | –  | –  | –  | –  | –  | –  | –  | –  | –  | –  |
| Posizione | 14 | 12 | 7 | 7 | 6 | 5 | 6 | 7 | 10 | 9  | 8  | 7  | 6  | 4  | 2  | 2  | 2  | 2  | 2  | 2  | 2  | 2  | 1  | 2  | 2  | 2  | 2  | –  | –  | –  | –  | –  | –  | –  | –  | –  | –  | –  |

Legenda:

Luogo: C = Casa; T = Trasferta. Risultato: V = Vittoria; N = Pareggio; P = Sconfitta.

### Statistiche dei giocatori
Sono in corsivo i calciatori che hanno lasciato la società a stagione in corso.
| Giocatore       | Serie D  | Serie D | Serie D     | Serie D    | Coppa Italia Serie D | Coppa Italia Serie D | Coppa Italia Serie D | Coppa Italia Serie D | Totale   | Totale | Totale      | Totale     |
| Giocatore       | Presenze | Reti    | Ammonizioni | Espulsioni | Presenze             | Reti                 | Ammonizioni          | Espulsioni           | Presenze | Reti   | Ammonizioni | Espulsioni |
| --------------- | -------- | ------- | ----------- | ---------- | -------------------- | -------------------- | -------------------- | -------------------- | -------- | ------ | ----------- | ---------- |
| C. Alvitrez     | 24       | 2       | 2           | 0          | 0                    | 0                    | 0                    | 0                    | 24       | 2      | 2           | 0          |
| M. Bizzi        | 6        | 0       | 0           | 0          | 1                    | 0                    | 0                    | 0                    | 7        | 0      | 0           | 0          |
| A. Borghi       | 21       | 1       | 1           | 0          | 2                    | 0                    | 0                    | 0                    | 23       | 1      | 1           | 0          |
| A. Campus       | 1        | 0       | 0           | 0          | 0                    | 0                    | 0                    | 0                    | 1        | 0      | 0           | 0          |
| D. Ciappellano  | 23       | 0       | 4           | 1          | 2                    | 0                    | 0                    | 0                    | 25       | 0      | 4           | 1          |
| R. Cocuzza      | 27       | 16      | 3           | 0          | 2                    | 2                    | 0                    | 0                    | 29       | 18     | 3           | 0          |
| A. D'Aversa     | 8        | 0       | 0           | 0          | 2                    | 0                    | 0                    | 0                    | 10       | 0      | 0           | 0          |
| A. Fabozzi      | 3        | 0       | 0           | 0          | 0                    | 0                    | 0                    | 0                    | 3        | 0      | 0           | 0          |
| V. Foglio       | 23       | 1       | 3           | 0          | 2                    | 0                    | 0                    | 0                    | 25       | 1      | 3           | 0          |
| T. Frau         | 1        | 0       | 0           | 0          | 0                    | 0                    | 0                    | 0                    | 1        | 0      | 0           | 0          |
| M. Gasparri     | 25       | 9       | 0           | 0          | 2                    | 0                    | 0                    | 0                    | 27       | 9      | 0           | 0          |
| F. Gobbi        | 13       | 0       | 3           | 1          | 2                    | 2                    | 0                    | 0                    | 15       | 2      | 3           | 1          |
| A. Miculi       | 27       | 2       | 4           | 0          | 1                    | 0                    | 0                    | 0                    | 28       | 2      | 4           | 0          |
| S. Montenegro   | 14       | 0       | 2           | 0          | 0                    | 0                    | 0                    | 0                    | 14       | 0      | 2           | 0          |
| R. Nava         | 17       | 0       | 0           | 1          | 2                    | 0                    | 0                    | 0                    | 19       | 0      | 0           | 1          |
| F. Ortolani     | 18       | 0       | 1           | 0          | 2                    | 0                    | 0                    | 0                    | 20       | 0      | 1           | 0          |
| M. Pavesi       | 26       | 2       | 0           | 0          | 2                    | 0                    | 0                    | 0                    | 28       | 2      | 0           | 0          |
| S. Pennati      | 24       | 1       | 0           | 0          | 2                    | 1                    | 0                    | 0                    | 26       | 2      | 0           | 0          |
| G. Pérez Moreno | 16       | 0       | 3           | 2          | 0                    | 0                    | 0                    | 0                    | 16       | 0      | 3           | 2          |
| E. Pllumbaj     | 6        | 0       | 0           | 0          | 0                    | 0                    | 0                    | 0                    | 6        | 0      | 0           | 0          |
| A. Poerio       | 0        | 0       | 0           | 0          | 0                    | 0                    | 0                    | 0                    | 0        | 0      | 0           | 0          |
| C. Ragone       | 23       | 0       | 1           | 0          | 1                    | 0                    | 0                    | 0                    | 24       | 0      | 1           | 0          |
| S. Ricozzi      | 22       | 3       | 6           | 0          | 2                    | 1                    | 0                    | 0                    | 24       | 4      | 6           | 0          |
| A. Rinaldi      | 23       | 1       | 4           | 0          | 2                    | 0                    | 0                    | 0                    | 25       | 1      | 4           | 0          |
| F. Sottoriva    | 0        | 0       | 0           | 0          | 0                    | 0                    | 0                    | 0                    | 0        | 0      | 0           | 0          |
| S. Tindo        | 8        | 0       | 0           | 0          | 2                    | 0                    | 0                    | 0                    | 10       | 0      | 0           | 0          |
| I. Trenchev     | 0        | 0       | 0           | 0          | 0                    | 0                    | 0                    | 0                    | 0        | 0      | 0           | 0          |
| A. A. Virzi     | 0        | 0       | 0           | 0          | 0                    | 0                    | 0                    | 0                    | 0        | 0      | 0           | 0          |

### Esplicative
1. ↑  Anticipata a sabato 7 settembre 2019.
2. 1 2 3 4  Campionato interrotto dopo la 27ª giornata e non più ripreso a causa della pandemia di COVID-19.
3. ↑  Giocata su campo neutro.

### Bibliografiche
1. 1 2   Campagna abbonamenti: un successo che fa ben sperare, su aclegnano.it. URL consultato il 19 ottobre 2019.
2. ↑   Lilla con un piede in serie D, su legnanonews.com. URL consultato il 23 agosto 2019.
3. ↑   Coppa Italia di Serie D, Il Legnano stende la Castellanzese, su varesenews.it. URL consultato il 23 agosto 2019.
4. ↑   Folgore Caratese - Legnano 5-4 (ai rigori), su legnanonews.com. URL consultato il 27 agosto 2019.
5. ↑   Emergenza Coronavirus: confermato lo stop alle attività fino al 3 aprile, su figc.it, 9 marzo 2020.
6. ↑   Coronavirus, la FIGC proroga la sospensione dell’attività fino al 13 aprile, su figc.it, 2 aprile 2020.
7. ↑   Coronavirus, la FIGC proroga la sospensione dell’attività fino al 3 maggio, su figc.it, 14 aprile 2020.
8. ↑   Consiglio Federale: i campionati professionistici completeranno la stagione, stop ai Dilettanti, su figc.it, 20 maggio 2020.
9. ↑   Organigramma dell'A.C. Legnano, su aclegnano.it. URL consultato il 14 ottobre 2019.
10. ↑   Rosa 2019-2020 dell'A.C. Legnano, su aclegnano.it. URL consultato il 14 ottobre 2019.
11. ↑   Rosa 2019-2020, su tuttocampo.it. URL consultato il 7 gennaio 2020.
12. ↑   Lilla, la carica del Capitano, su sportlegnano.it. URL consultato il 27 agosto 2019.
13. ↑   Calciomercato - Legnano 2019-2020, su tuttocampo.it.